# پلنتیشن (کنتاکی)
پلنتیشن (به انگلیسی: Plantation) شهری در ایالت کنتاکی کشور ایالات متحده آمریکا است که جمعیت آن در سرشماری سال ۲۰۱۰ میلادی، ۸۳۲ نفر بوده‌است.